# Contador (cours d'eau)
Ne doit pas être confondu avec Alberto Contador.
Le Contador (en portugais rio Contador) est un cours d'eau de Sao Tomé-et-Principe qui se jette dans l'océan Atlantique depuis le nord-ouest de l'île de Sao Tomé, près de Ponta Figo (district de Lembá), l'une des régions les plus arrosées du pays. 
Il doit sa notoriété d'une part à sa cascade et d'autre part aux conduites forcées de la première centrale hydroélectrique (2,4 MW) du pays, qu'il alimente. 

## Centrale hydroélectrique

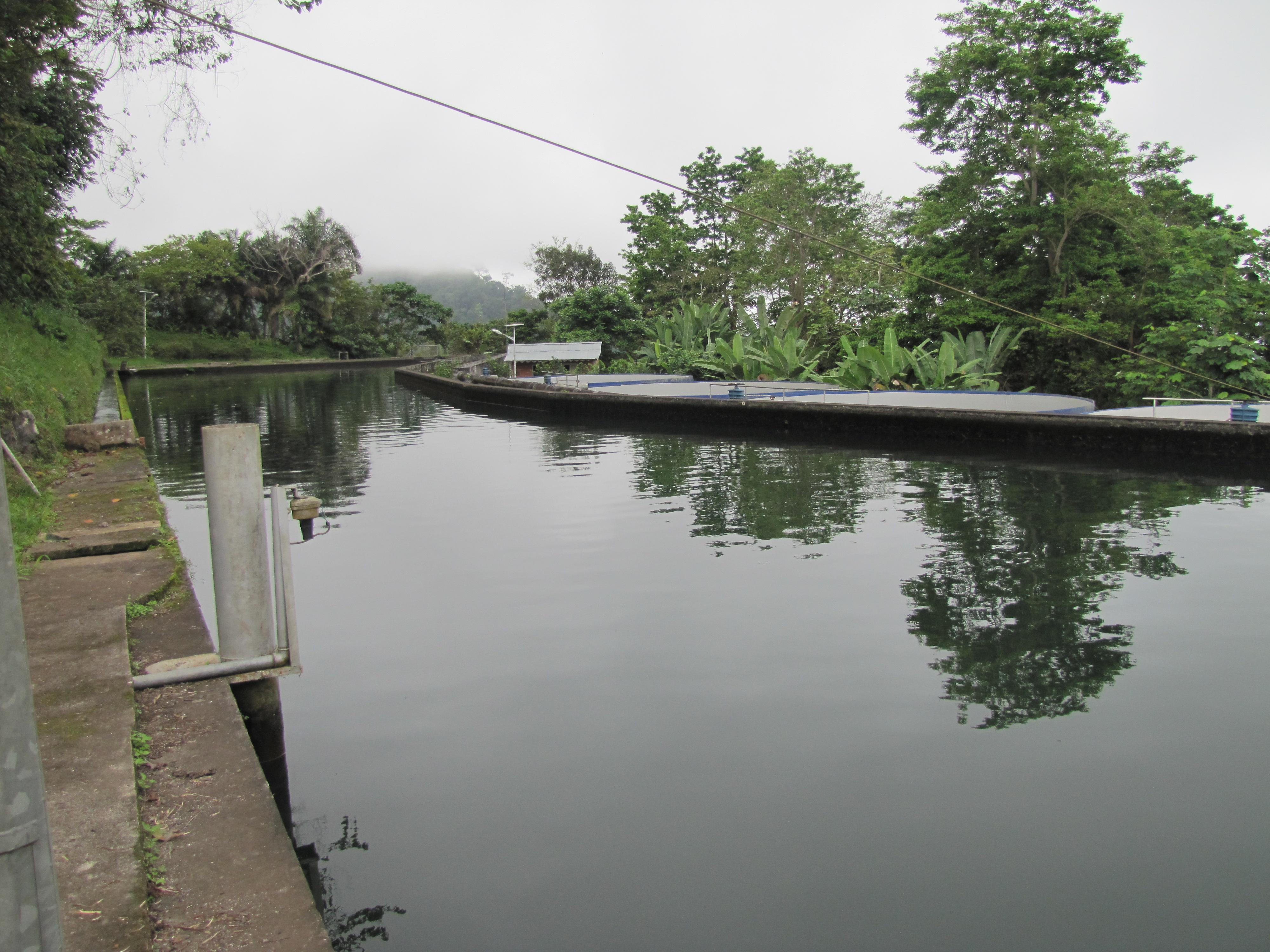
Bassin de la centrale.

Cet équipement hydroélectrique date de 1967. Le canal d'amenée compte 7,4 km, une section carrée de 0,7 m et 6 captages. 2 000 m sont desservis par 18 ponts et 8 tunnels, dont le plus long mesure 500 m.
La centrale hydroélectrique du Contador a connu quelques vicissitudes, mais, avec le financement notamment de la Banque mondiale, un projet de réhabilitation et d'agrandissement est en cours.

## Tourisme
La vallée encaissée du rio Contador constitue une destination classique du tourisme de randonnée, connue sous le nom de « chemin des eaux » ou « parcours des tunnels », utilisé habituellement par le personnel de la compagnie nationale d’électricité (Empresa de Água e Electricidade de São Tomé e Príncipe) pour assurer la surveillance et la maintenance de la prise d'eau. 
Le randonneur peut lui aussi emprunter un ou plusieurs tunnels, affrontant dans l'obscurité un niveau d'eau variable selon la saison. L'arrivée à la cascade constitue le point d'orgue de l'expérience. 
La cascade Contador est également connue comme cascata Angolar ou cascata do rio de Água Angolar – le rio de Água Angolar pouvant être considéré comme un petit affluent du Contador.

Le parcours des tunnels.
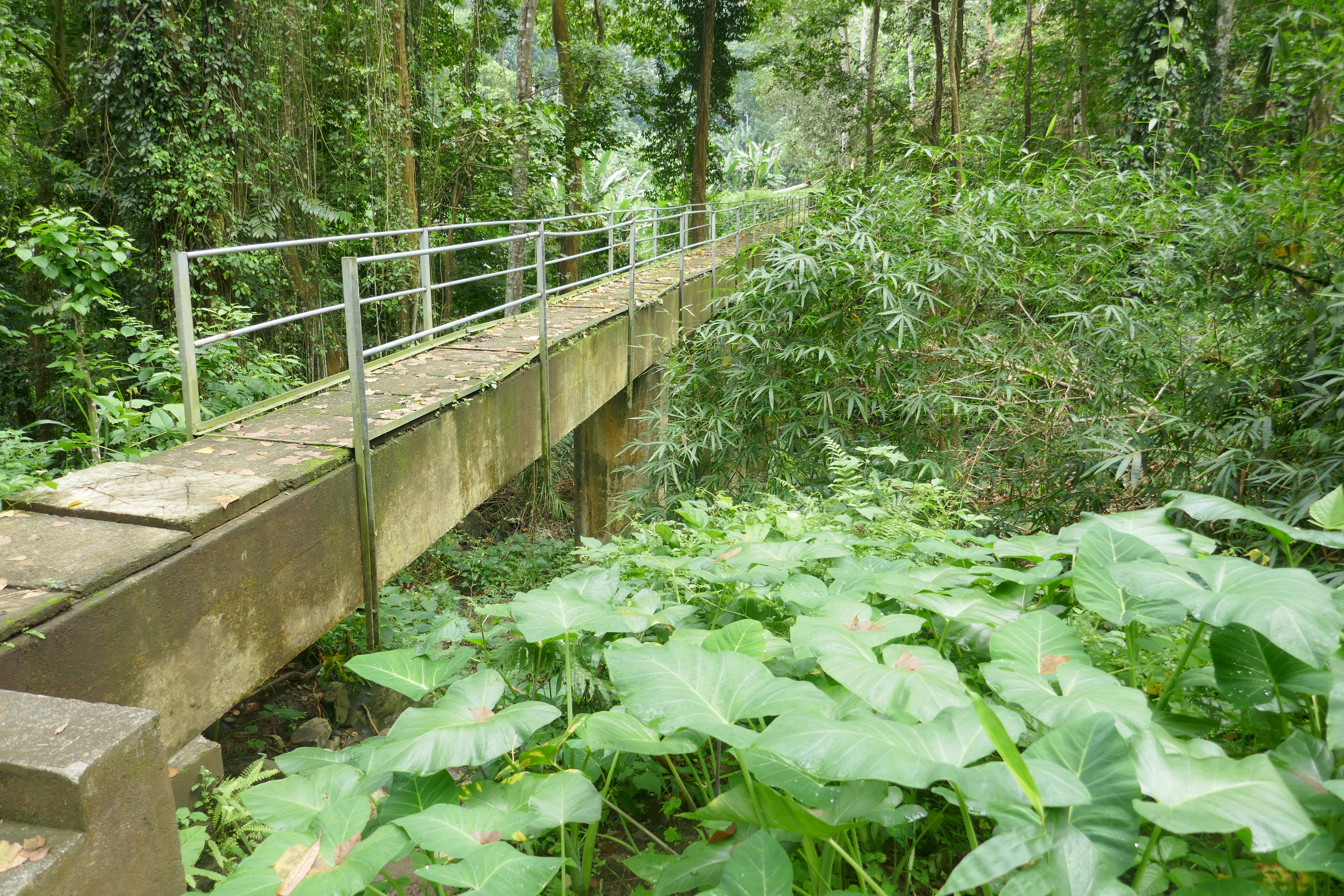
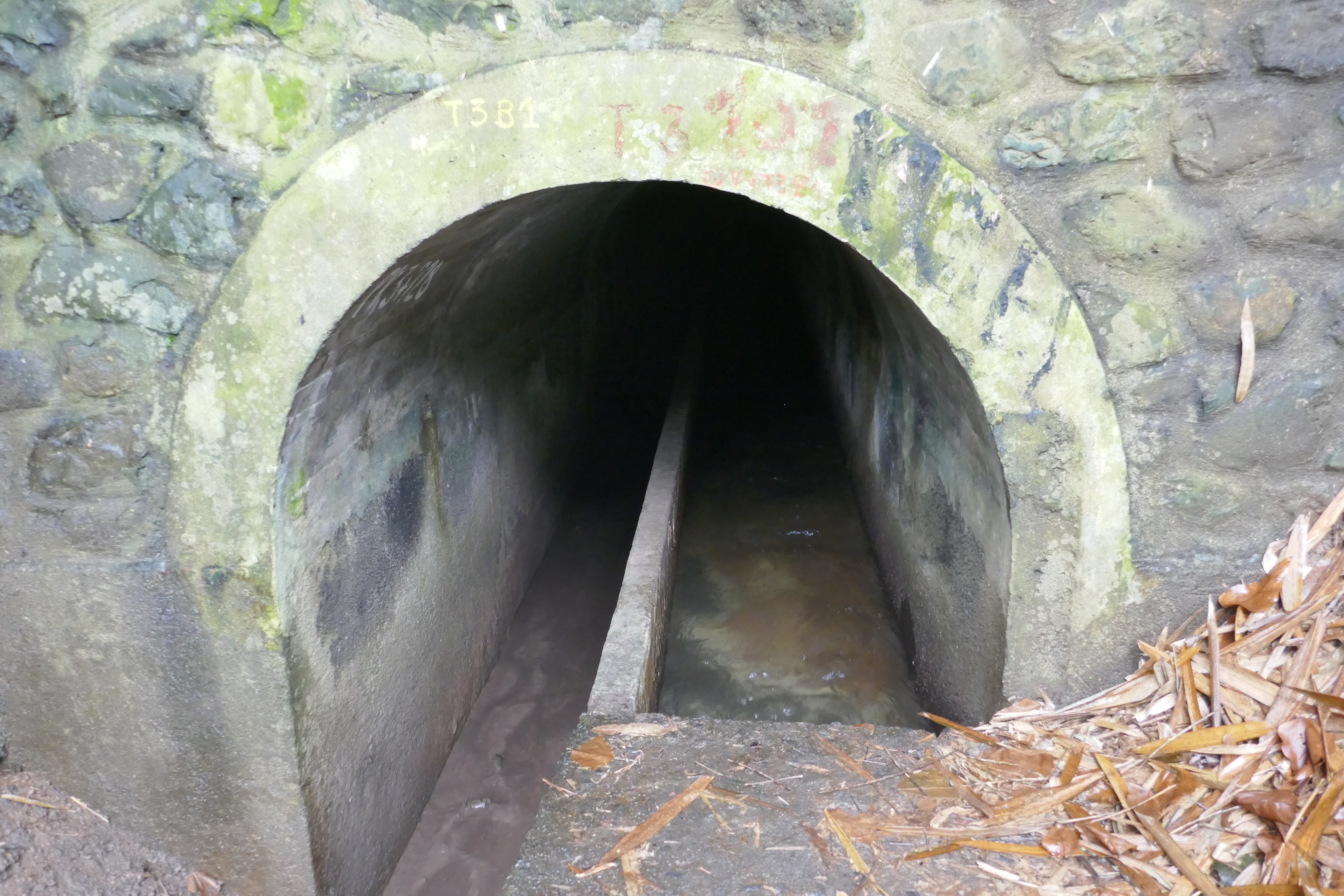
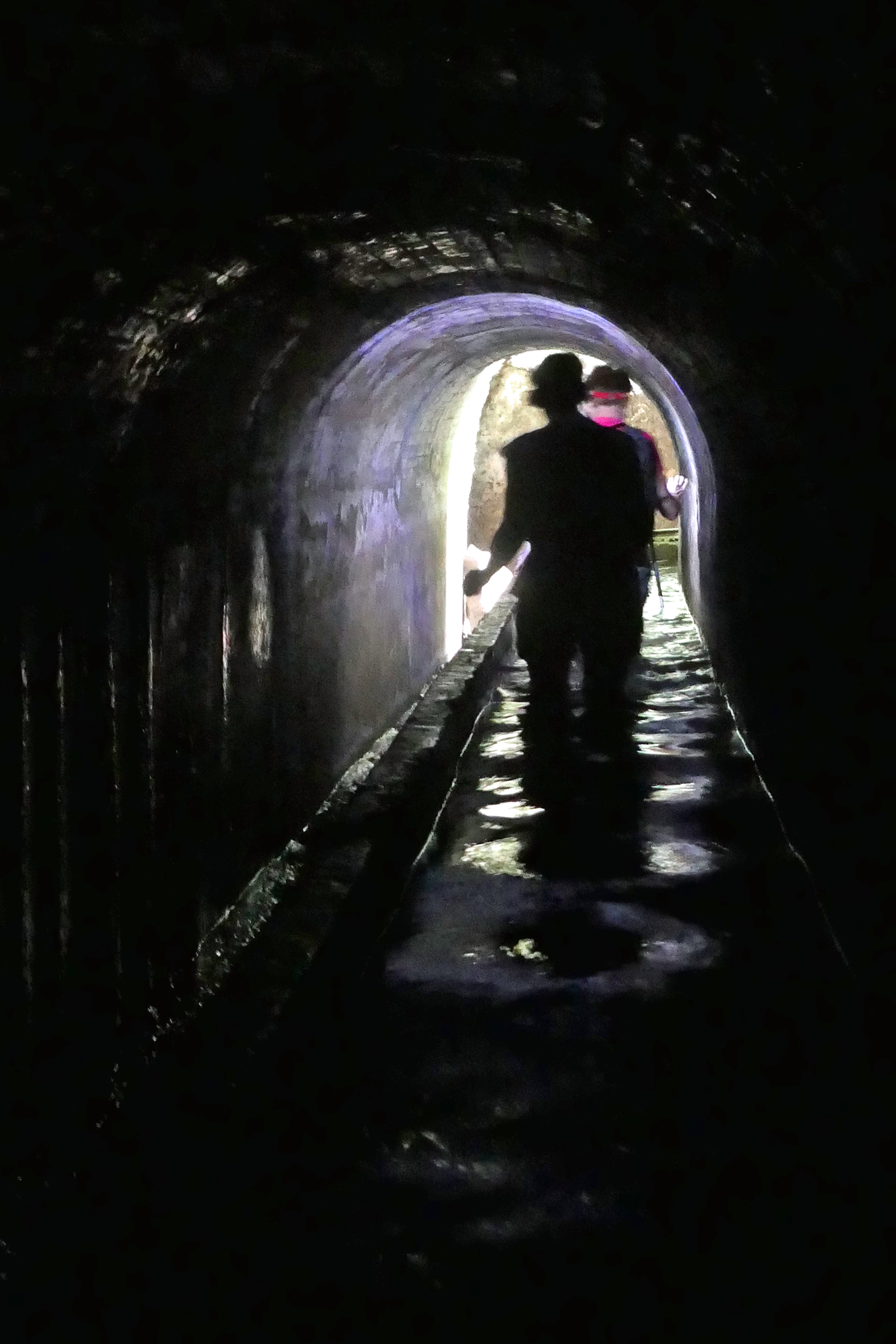
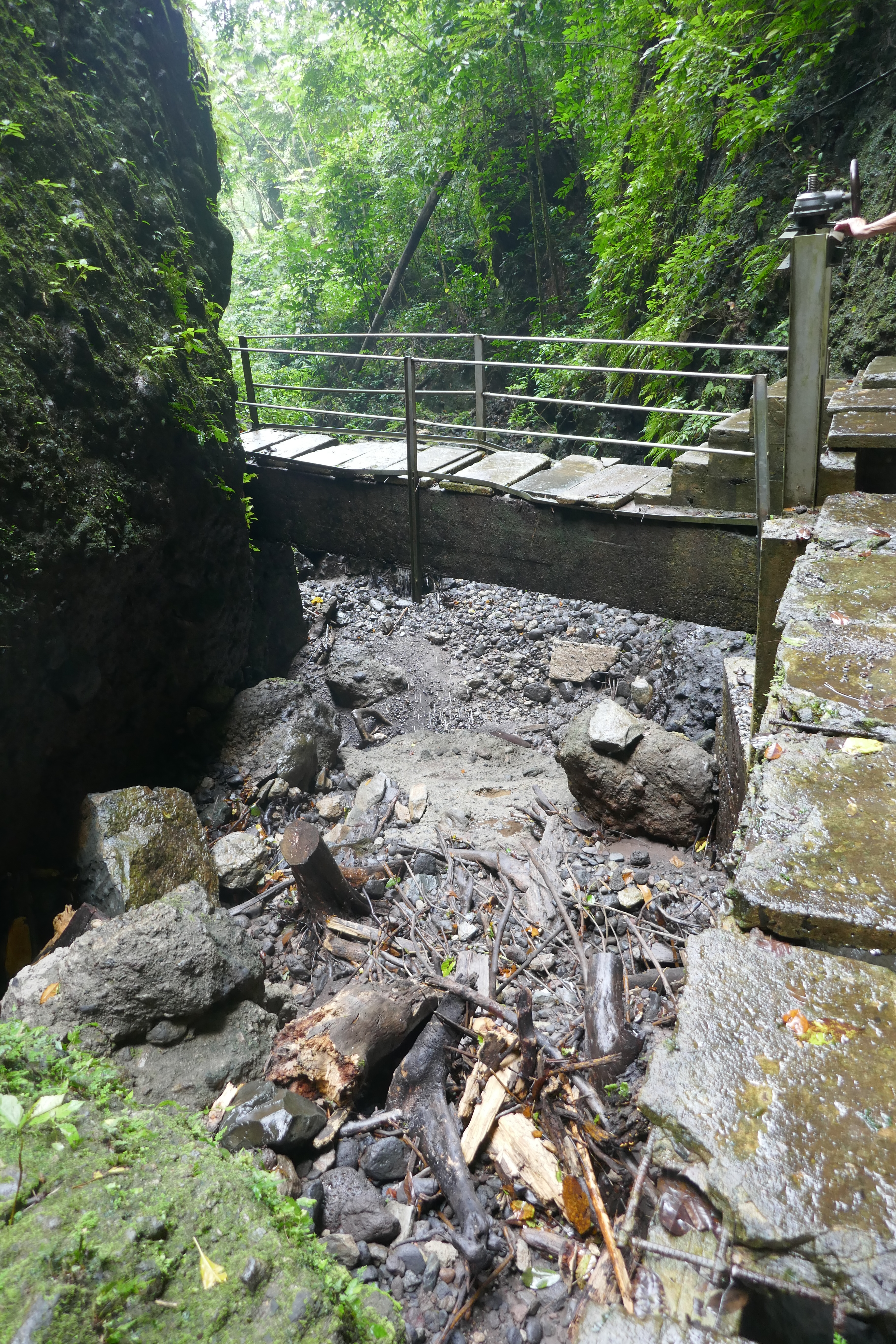